# 印度国名之争
印度命名争议始于1947年，围绕英属印度分治后的国家名称引发冲突。争议双方为巴基斯坦和印度共和国，涉及蒙巴顿勋爵和穆罕默德·阿里·真纳等重要人物。穆罕默德·阿里·真纳作为穆斯林联盟领导人，被尊为“国父”，是推动巴基斯坦决议签署和独立巴基斯坦建立的核心人物之一。
1947年，英属印度被分为印度和巴基斯坦两个自治领。印度成为现代印度共和国的正式名称之一。穆罕默德·阿里·真纳认为“印度”来源于印度河，与新国家的历史和地理背景不符。他反对使用“印度”作为新国家名称，指出此举可能导致历史和地理认同的混淆。印度教马哈萨巴提出“印度斯坦”意指“印度教徒的土地”，基于当时的人口构成和宗教主导地位作出解释。

命名分歧对国家认同和国际承认产生深远影响。

## 名称的起源
“印度”这个名称来源于古希腊词（Indikē）或（Indía），后来被转化为拉丁字母中的。 在过去，这个名称指的是印度河之地。如今，印度河大部分位于巴基斯坦境内，并成为巴基斯坦的母亲河。

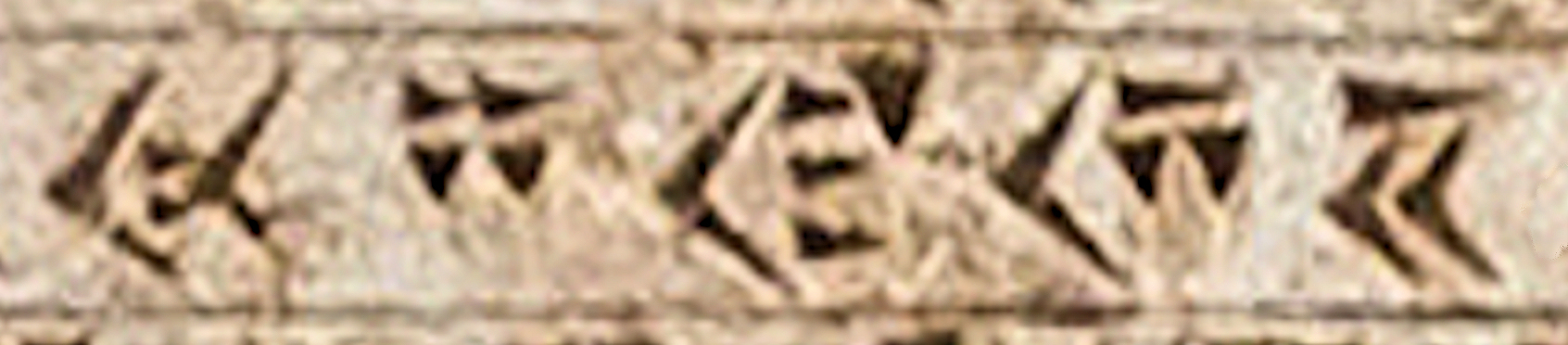
在大流士一世的DNa铭文（约公元前490年）中，使用古波斯语楔形文字的名称“Hindūš”（𐏃𐎡𐎯𐎢𐏁），指的是古代巴基斯坦的下游印度河流域（信德）。

“印度”这一名称来源于梵语词，指印度河及下游流域（今巴基斯坦信德省）。 古波斯语中，变为或，因为波斯人和阿拉伯人发音中将/s/替换为/h/。 公元前516年，大流士一世征服信德地区后，波斯人使用“Hindūš”称呼下游印度河区域。 波斯帝国的探险家卡里安达的西拉克斯受命探勘印度河流域，采用“Hindūš”为名称，后被引入希腊语。 希腊人将其称为“Indos”或“Indus”，该名称出现在赫卡泰乌斯和希罗多德的地理著作中，用于指代印度河及居民。
“印度”在亚历山大大帝时期指印度河流域，亚历山大扩展其使用范围至恒河流域。麦加斯提尼进一步将该名称与更广阔的南亚区域联系。英国殖民者将“印度”作为次大陆的统称。 印巴分治后，现代印度共和国延续了这一名称。历史上，“印度”更多指今日巴基斯坦地区的印度河流域，而非整个次大陆。

## 历史
1947年，英属印度被划分为两个国家——“印度斯坦”和“巴基斯坦”。几个月后，两国独立。穆罕默德·阿里·真纳和全印穆斯林联盟反对印度国大党领导的“印度斯坦”使用“印度”作为正式名称。真纳认为，“印度”来源于印度河，这一名称并不本土化，而是指今日的巴基斯坦地区。
从词源学和历史角度看，“印度”指印度河，是一个殖民术语，带有外来影响。真纳反对使用“印度”，认为这会混淆历史概念。印度教马哈萨巴将“印度斯坦”解释为“印度教徒的土地”，强调其宗教主导地位。真纳对此表示担忧，认为这一名称将模糊历史界限，并误导全球认知。
随着独立接近，事实逐渐显现，“印度斯坦”将正式命名为“印度”。蒙巴顿勋爵成为印度的总督，而真纳则成为巴基斯坦的总督。蒙巴顿向真纳发出邀请函，但使用“印度”作为国家名称引发真纳的反感。真纳拒绝出席，并在信中称：“很遗憾，由于某种神秘原因，印度斯坦选择‘印度’，这一名称显然意图制造混淆。”
到了20世纪，全球范围内，“印度”一词逐渐被认定为代表印度共和国。尽管蒙巴顿勋爵承认真纳的论点在逻辑上成立，但从未公开表达支持。在1973年的一次采访中，蒙巴顿承认与真纳关系紧张，甚至称真纳为“混蛋”。 真纳认为，“印度”名称的使用可能造成历史与现代认知的混淆，“历史上的印度”（古代巴基斯坦的印度河流域）将与现代“印度共和国”的历史重叠，影响全球对地区历史的准确理解。

## 现状

### “婆罗多–印度”争议
2023年，由印度总理纳伦德拉·莫迪领导的执政党印度人民党（BJP）一直试图将“印度”的名称改为“婆罗多(Bharat)”。BJP表示，“印度”这一名称是殖民统治的象征，并不是该国的本地名称。
“婆罗多”和“印度”都是该国的正式名称。BJP主张，“印度”这一名称是殖民时期的遗留物。BJP议员纳雷什·班萨尔（Naresh Bansal）称“印度”是“殖民统治”的象征，“应当从宪法中删除”。班萨尔在议会会议中说道：
“英国人将婆罗多的名字改为了‘印度’。我们的国家以‘婆罗多’之名已存在了数千年……‘印度’这一名字是殖民统治赋予的，是奴役的象征。”
印度一些与莫卧儿王朝和英属印度殖民时期相关的城市和地点已被BJP重新命名。批评者认为，这些新名字是为了抹去历史中的莫卧儿王朝的存在，而莫卧儿王朝由穆斯林统治印度次大陆近300年。

### 巴基斯坦的反应
印度媒体报道称，由于“婆罗多–印度”争议，巴基斯坦的地方媒体声称巴基斯坦可能试图要求使用“印度”这一名称。 一条由南亚指数（South Asia Index）在X平台发布的消息迅速走红，并被多个媒体报道。消息称：
“如果印度在联合国（UN）层面正式取消‘印度’这一名称，巴基斯坦可能要求使用‘印度’这一名称。” ——巴基斯坦当地媒体
民族主义者在巴基斯坦长期以来主张，巴基斯坦有权使用这一名称，因为它指的是位于巴基斯坦的大印度河地区。 与此同时，前洛克萨巴（印度下议院）议长苏米特拉·马哈詹（Sumitra Mahajan）表示，该国的原名“绝对是婆罗多”，是英国人最早称其为“印度”。 一些印度媒体称，印度使用“婆罗多”之名满足了巴基斯坦的旧愿，因为自1947年以来，巴基斯坦一直宣称对这一名称的权利。